# Riacho da Cruz (kommun)
Riacho da Cruz är en kommun i Brasilien.   Den ligger i delstaten Rio Grande do Norte, i den östra delen av landet, 1 500 km nordost om huvudstaden Brasília. Antalet invånare är 3 165.
Omgivningarna runt Riacho da Cruz är huvudsakligen savann. Runt Riacho da Cruz är det ganska glesbefolkat, med 21 invånare per kvadratkilometer.